# Torsten de Winkel
Torsten de Winkel (Frankfurt am Main, 6 januari 1965) is een Duitse jazzgitarist en componist.

## Biografie
Torsten Winkel leerde op 10-jarige leeftijd charango spelen in het Boliviaanse La Paz. Daarop verder bouwend bracht hij zich als autodidact de grondbeginselen bij van het gitaarspel en de jazzimprovisatie, die hij later tijdens een jazzcursus aan het Hoch'schen Conservatorium onder Christof Lauer professionaliseerde. Na het eindexamen met voorspraak voor hoogbegaafd van de Studienstiftung des deutschen Volkes volgde in 1983 zijn eerste optreden tijdens het Deutsches Jazzfestival Frankfurt, waardoor Alphonse Mouzon hem uitnodigde naar Los Angeles voor plaatopnamen.
In 1985 verscheen zijn veel bediscussieerde debuut-lp Mastertouch (FAZ: Coup der deutschen Jazzgeschichte), waarmee de Winkel de later vanzelfsprekend geworden samenwerking van jonge Duitse jazzmuzikanten met leidende Amerikaanse stilisten anticipeerde. Tijdens deze periode begon ook een tot heden durende en op veel cd's gedocumenteerde samenwerking met bassist Hellmut Hattler, wiens band Kraan eerder werd ontbonden.
De Winkel studeerde als beursstudent aan het Berklee College of Music in Boston (summa cum laude). Door zijn verhuizing naar de Verenigde Staten, waar hij ook filosofie en psychologie studeerde, ontstond in 1989 uit het project deWinkelHattler met Joo Kraus, wiens cd Humanimal Talk met o.a. Naná Vasconcelos door het tijdschrift Stern als totaalkunstwerk werd gekenmerkt, het duo HattlerKraus (sinds 1991 Tab Two). De Winkel is op alle negen cd's van deze formatie te horen als gitarist, later ook als e-citarist. Tijdens zijn studietijd werkte de Winkel zowel met Steve Smiths Vital Information, waarmee hij als gitarist, in opvolging van Mike Stern en Frank Gambale, en componist twee cd's opnam, als ook met Joe Zawinul, Matt Garrison, Scott Kinsey en met de Pat Metheny Group.
Tijdens de jaren 1990 ontwikkelde de Winkel uit onvrede met de meest schalentheoretische aanpak in de jazz- en improvisatiedidactiek een alternatieve leermethode, die onder het concept Training Intuition resultaten van het basisbeginselonderzoek op het gebied van leerpsychologie en neurologie in overweging neemt. Hij gaf daarover cursussen aan diverse instituten, waaronder de Musikhochschule Hamburg, de University of Northern Iowa, het Musicians Institute Los Angeles en het Berklee College.
Sinds 1995 wonende in New York formeerde hij het multiculturele muziekcollectief New York Jazz Guerrilla. Samen met de Israëlische pianist Sasi Shalom zette hij zich in voor Duits-Israëlische verzoening (cd Long Time Coming, 1996; tournee in Israël en Duitsland). De Winkel toerde bovendien in de band van de tenorsaxofonist Teodross Avery. Na toeren rondom de aardbol (o.a. met de eerste door China op tournee uitgenodigde westelijke band) en samenwerkingen met jazz- en popgrootheden van Pat Metheny tot Joe Zawinul en Whitney Houston, van Tab Two via Aziza Mustafa Zadeh tot de Brecker Brothers en Grandmaster Flash is de Winkel sinds 2005 mede-initiatiefnemer van de multiculturele ontmoeting en een aan Community Building opgedragen Bimbache openART Festival op het Canarische eiland El Hierro en het hierop baserende Human Condition Project. Dit globale initiatief organiseert forums voor de interdisciplinaire samenwerking van artiesten en wetenschappers van de meest verschillende tradities en soorten.
De aan dit project te hanteren neuro-filosofische concepten presenteerde de Winkel o.a. tijdens de wereldtentoonstelling Expo 2008 en tijdens het klimaatverdag in 2009 in Kopenhagen.

## Discografie

### Als leader
- 1985; Mastertouch (met Michael Brecker, Kai Eckhardt, Billy Cobham, Joachim Kühn, Ernie Watts, Hellmut Hattler, Alphonse Mouzon, Nippy Noya)
- 1989: Humanimal Talk (met Naná Vasconcelos, Hellmut Hattler, Kai Eckhardt, Joo Kraus, Joel Rosenblatt)
- 1991: Acoustic Quartet Live (met Bob Moses, Larry Grenadier, Ole Mathisen)
- 1993: Tribute: Talking To The Spirits (met Bob Moses, Larry Grenadier, Ole Mathisen)
- 1997: Long Time Coming (met Al Foster, Buster Williams, Sasi Shalom, Ravi Coltrane, Jill Seifers)
- 1998: New York Jazz Guerrilla - Method To The Madness part 1 (met Michael Brecker, Lyle Mays, Matt Garrison, Gary Peacock en vele anderen)
- 2006: Live at the Blue Note and Other Rough Cuts (met Audun Waage, Gwilym Simcock, Tobias Backhaus, Hanns Höhn)
- 2008: Bimbache Jazz y Raíces - La Condición Humana (met Grégoire Maret, Boris Kozlov, María Mérida, Nantha Kumar, Audun Waage, Gwilym Simcock, Tobias Backhaus en vele anderen)

### Met anderen
- Pat Metheny: Secret Story Live (DVD, LD&VHS, Japan) / This World (cd, Italy)
- Steve Smith's Vital Information: Fia Fiaga (SONY Columbia) / VitaLive (als componist)
- Aziza Mustafa Zadeh & Bill Evans, Omar Hakim o.a.: Inspiration (SONY)
- Alphonse Mouzon: The Sky Is the Limit / Love Songs And Ballads
- Tab Two: Flagman Ahead / Belle Affaire / Sonic Tools / Tab Two (allen Virgin) / Mind Movie / Space Case / Hip Jazz / Between Us (allen Polydor) / Live at the Roxy / Two Thumbs Up (allen 36music)
- Hellmut Hattler: Heartware (Vielklang) / No Eats Yes (Polydor) / Bass Cuts / The Big Flow / Live Cuts / Gotham City Beach Club Suite / The Kite / Live Cuts II (allen Bassball)
- XXL feat. Grandmaster Flash: El Jazz Latino / The Funky Stuff (SONY)
- Soulfit: Vision of Peace
- Core 22: Nuance (BMG)
- Deep Dive Corp.: Beware Of Fake Gurus
- Kike Perdomo: A World Of Music (met Chano Domínguez, Eric Marienthal o. a.) / AC&Funk
- Carola Grey: Drum Attack!
- Various Artists: Basstorius (met Matt Garrison) / Mysterious Voyages - A Tribute to Weather Report (met Scott Kinsey)